# 欧比尼亚斯
欧比尼亚斯（法語：Aubignas，法語發音：[obiɲas]）是法国阿尔代什省的一个市镇，属于普里瓦区。

## 地理
欧比尼亚斯（44°35'18"N, 4°38'2"E）面积15.42 平方千米，位于法国奥弗涅-罗讷-阿尔卑斯大区阿尔代什省，该省份为法国东南部内陆省份，北起顺时针与卢瓦尔省、伊泽尔省、德龙省、沃克吕兹省、加尔省、洛泽尔省和上盧瓦爾省接壤。
与欧比尼亚斯接壤的市镇（或旧市镇、城区）包括：阿尔巴拉罗迈讷、罗什莫尔、拉韦宗河畔圣马丹、索特尔、勒泰伊。

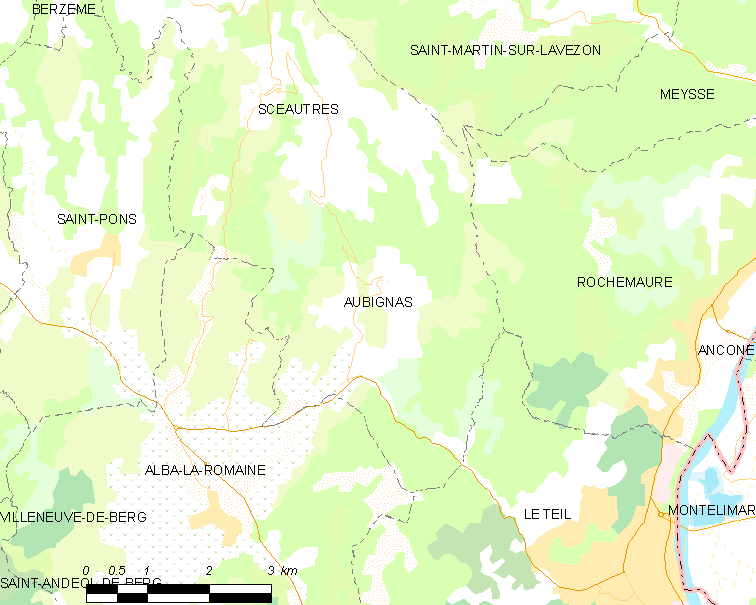
欧比尼亚斯的OSM定位图

欧比尼亚斯的时区为UTC+01:00、UTC+02:00（夏令时）。

## 行政
欧比尼亚斯的邮政编码为07400，INSEE市镇编码为07020。

## 政治
欧比尼亚斯所属的省级选区为贝尔-埃尔维县。

## 人口

1962-2008年间欧比尼亚斯人口变化图示

欧比尼亚斯于2022年1月1日时的人口数量为477人。